# 飘带石豆兰
飘带石豆兰（学名：Bulbophyllum haniffii）为兰科石豆兰属下的一个种。

## 扩展阅读
維基物種上的相關：飘带石豆兰